# Honda Civic (1983)
Quella presentata nel 1983 rappresenta la terza serie della Honda Civic, berlina prodotta dalla Honda, sostituendo la seconda serie e restando in produzione fino al 1987.

## Il contesto

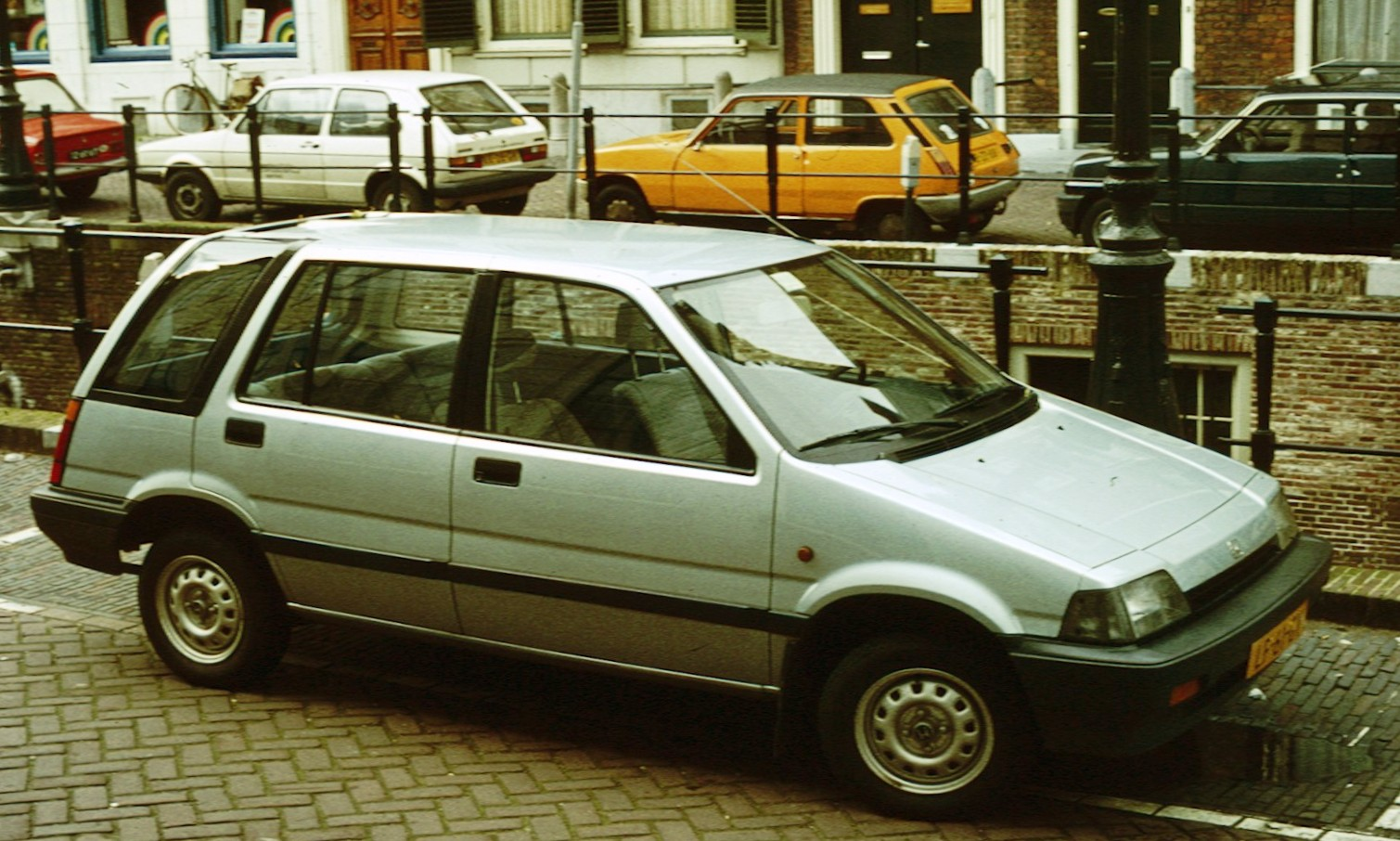
Honda Civic Shuttle

Anche la terza generazione della Honda Civic vede aumentare le proprie dimensioni, tant'è che il passo aumenta di ben 13 cm rispetto alla generazione precedente. Cambia invece la fisionomia della "famiglia" Civic: tra le hatchback scompare la versione 5 porte lasciando spazio alla sola 3 porte, rimane la versione berlina a 4 porte, mentre la station wagon assume una fisionomia tendente al monovolumeggiante e acquista il nome di Civic Shuttle; da questa serie di Civic se ne deriva una versione coupé denominata CRX.
La meccanica abbandona lo schema a quattro ruote indipendenti in favore di una soluzione semi-indipendente al retrotreno.
Nel 1984 la versione della Civic venduta nel mercato giapponese viene denominata Si. Rispetto alle altre versioni vendute nei mercati esteri, essa si differenzia per un rigonfiamento del cofano e per l'introduzione di un propulsore di tipo DOHC.
Dal 1985 molte motorizzazioni abbandonarono il carburatore passando all'iniezione, furono quindi muniti di catalizzatori. Contemporaneamente la vettura, fino a quel momento disponibile solo con la trazione anteriore, venne resa disponibile anche nella versione a trazione integrale.

### Motorizzazioni
| Codice | Tipo          | Cilindrata | kW (CV)  | Motore | Anni prod. |
| ------ | ------------- | ---------- | -------- | ------ | ---------- |
| AL     | Tre porte     | 1,2 l      | 40 (55)  | ZA2    | 1984−1987  |
| AH     | Tre porte     | 1,5 l      | 62 (85)  | EW2    | 1983−1987  |
| AH     | Tre porte     | 1,5 l      | 74 (100) | EW2    | 1985−1987  |
| AH     | Tre porte     | 1,5 l      | 66 (90)  | EW2    | 1986−1987  |
| AG     | Tre porte     | 1,3 l      | 52 (71)  | EV2    | 1983−1987  |
| AN     | Shuttle       | 1,5 l      | 62 (85)  | EW2    | 1983−1987  |
| AR     | Shuttle       | 1,5 l      | 66 (90)  | EW     | 1986−1987  |
| AK     | Quattro porte | 1,5 l      | 66 (90)  | EW     | 1986−1987  |
| AU     | Quattro porte | 1,5 l      | 66 (90)  | EW     | 1986−1987  |

## Attività sportiva

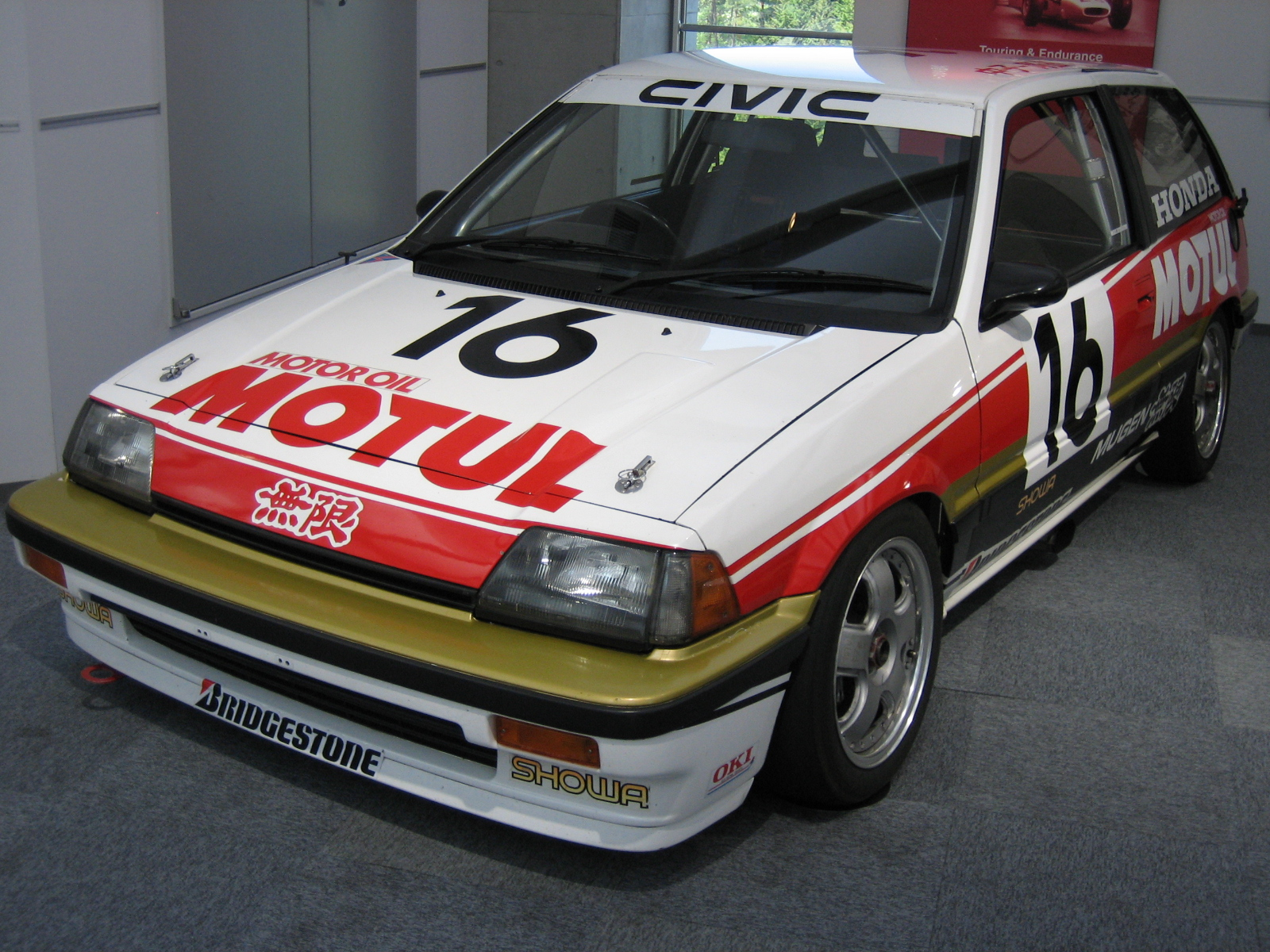
Honda Civic Si impiegata nel JTCC

La Civic Si, nel 1987, venne impiegata nel Gruppo A del JTCC. Sponsorizzata dalla Motul e preparata dalla Mugen, la vettura era dotata di un propulsore DOHC 4 cilindri dalla potenza di 214 CV gestito da un cambio manuale a cinque marce.